# Ansouis
Ansouis je francouzská obec v departementu Vaucluse, v regionu Provence-Alpes-Côte d'Azur. Patří mezi Nejkrásnější vesnice Francie.

## Geografie
Sousední obce: Cucuron, Sannes, Pertuis a Villelaure.

## Památky
- hrad Ansouis s opevněním a parkem
- kostel Saint Martin

## Vývoj počtu obyvatel
Počet obyvatel

## Slavní obyvatelé města
- Elzéar de Sabran
- Delphine de Sabran